# Lapplands flygflottilj
Lapplands flygflottilj eller Lapin lennosto är en flygflottilj inom flygvapnet som verkat i olika former sedan 1918. Förbandsledningen är förlagd i Rovaniemi garnison vid Rovaniemi flygplats.

## Historik
Lapplands flygflottilj har anor från en flygavdelning som uppsattes 1918 i Björkö, med uppgift att ansvara för bevakningen av luftrummet över östra Finska viken. Flygstation 6 opererade åren 1921-1936 från Tervaniemi i Viborg och flyttades 1936 till Immola i Imatra, där förbandet 1938 döptes om till Flygregementet 4 och kom att utgöras av bombdivisionerna 42, 44 och 46. Närheten till gränsen gjorde att regementet strax före krigsutbrottet 1939 förflyttades till Luonetjärvi i Jyväskylä landskommun. Under krigen åren 1939-1945 opererade regementet från Luonetjärvi och ett antal baser i östra Finland, bland annat i Jorois, Joensuu och S:t Michel.
Efter andra världskriget skrotades största delen av bombplansflottan. Och 1948 ombildades därmed regementet till jaktförband, samt döptes 1952 i likhet med flygvapnets övriga regementen om till 1. flottiljen. Den 1 januari 1957 namngavs det finska flygvapnets flygflottiljer enligt landskapen, 1. flottiljen antog namnet Tavastlands flygflottilj.
Mellan den 1 och 20 augusti 1973 flyttades flottiljen till Rovaniemi. Det i syfte att förbättra luftövervakningen av norra Finland. Den sovjetiska flottan hade stora anläggningar på Kolahalvön, medan Nato hade ett stort antal flygplan i norra Norge. Båda sidor hade ofta stora militärövningar närheten. Genom flytten till Rovaniemi, antog flygflottiljen den 6 december 1974 namnet Lapplands flygflottilj. Sedan 1974 är flygflottiljen samlokaliserad med Rovaniemi luftvärnsbatteri, som sedan 2015 är en del av Jägarbrigaden.

## Verksamhet
För sin huvuduppgift, territoriell luftbevakning och territoriellt luftförsvar, har Lapplands flygflottilj ett eget bevakningssystem med ledningscentral. Systemet omfattar hela norra Finland, som är flottiljens ansvarsområde. Lapplands flygflottilj utnyttjar samma fält som trafikflyget i Rovaniemi.
Flottiljens främsta uppgift är att skydda och försvara luftrummet, samt för att stödja landtrupper. Flottiljen utbildar beväringar för övervakning från luften, och för allmän service och support för flygningar.

### Ingående enheter
11. jaktflygdivisionen är den operativa enheten vid Lapplands flygflottilj och består av.
- 1st Flight utrustade med F-18C/D samt utbildar mekaniker.
- 2nd Flight utrustade med F-18C/D samt utbildar piloter.
- 4th Flight utrustade med Valmet Vinka, PA-31-350 Chieftain, Valmet L-90TP Redigo aircraft

## Heraldik och traditioner
Fast flottiljen bär namnet Lapplands flygflottilj, så bär dess flottiljfana fortfarande Tavastlands vapendjur, lodjuret.

## Flygplansflotta
År 1966 beväpnades flygflottiljen med jaktplan av typen Mig 21F och 1972 med Saab 35 Draken. Efter flygflottiljen flyttades till Rovaniemi kom den enbart vara beväpnad med Saab 35 Draken. Lapplands flygflottilj och flög med Drakenplanen fram till millennieskiftet, då de ersattes med F-18 Hornet.
I början av 2000-talet ombeväpnades flottiljen med F-18 Hornet jaktplan, den första togs emot i januari 1999 och operativ beredskap erhölls under 2000, samtidigt utgick alla Draken.

## Namn, beteckning och förläggningsort
| Flygdivision 4           | 1918-10-01 | – | 1937-12-31 |
| Flygregemente 4          | 1938-01-01 | – | 1952-11-30 |
| 1. flygvapnet            | 1952-12-01 | – | 1956-12-31 |
| Tavastlands flygflottilj | 1957-01-01 | – | 1974-12-05 |
| Lapplands flygflottilj   | 1974-12-06 | – |            |

| FD 4    | 1918-10-01 | – | 1937-12-31 |
| FR 4    | 1938-01-01 | – | 1952-11-30 |
| HämLsto | 1957-01-01 | – | 1974-12-05 |
| LAPLSTO | 1974-12-06 | – |            |

| Björkö (F)     | 1918-10-01 | – | 1921-??-?? |
| Viborg (F)     | 1921-??-?? | – | 1936-??-?? |
| Imatra (F)     | 1936-??-?? | – | 1936-??-?? |
| Jyväskylä (F)  | 1939-??-?? | – | 1945-??-?? |
| Tikkakoski (F) | 1952-??-?? | – | 1973-08-20 |
| Rovaniemi (F)  | 1973-08-01 | – |            |